# Циблівська сільська територіальна громада
Циблівська сільська територіальна громада — територіальна громада в Україні, в Бориспільському районі Київської області. Адміністративний центр — село Циблі.
Площа громади — 389,95 км², населення — 6144 особи (2020).
Утворена 12 червня 2020 року шляхом об'єднання Лецьківської, Полого-Яненківської, Світанківської, Хоцьківської та Циблівської сільських рад Переяслав-Хмельницького району.

## Населені пункти
У складі громади 7 сіл:
| Село            | Населення (2020) |
| --------------- | ---------------- |
| Циблі           | 2714             |
| Хоцьки          | 1250             |
| Лецьки          | 629              |
| Світанок        | 521              |
| Пологи-Яненки   | 508              |
| Вінинці         | 316              |
| Пологи-Чобітьки | 216              |

## Старостинські округи
- Лецьківський
- Пологи-Яненківський
- Світанківський
- Хоцьківський

## Населення

### Мова
Розподіл населення населених пунктів громади за рідною мовою за даними перепису 2001 року:
| Мова            | Чисельність, осіб | Відсоток |
| --------------- | ----------------- | -------- |
| Українська      | 7 495             | 97,15%   |
| Російська       | 205               | 2,66%    |
| Вірменська      | 9                 | 0,12%    |
| Польська        | 1                 | 0,01%    |
| Інші/Не вказали | 5                 | 0,06%    |
| Разом           | 7 715             | 100%     |